# Hemiceras poulsoni
Hemiceras poulsoni är en fjärilsart som beskrevs av William Schaus 1906. Hemiceras poulsoni ingår i släktet Hemiceras och familjen tandspinnare. Inga underarter finns listade i Catalogue of Life.